# 낙산도립공원
낙산도립공원(洛山道立公園)은 대한민국 강원특별자치도 양양군 양양읍에 위치한 도립공원이다.

## 개요
1979년 6월에 도립공원으로 지정되었으며, 1998년 12월 12일에 본래의 명칭인 동해도립공원에서 현재의 명칭인 낙산도립공원으로 변경되었다. 도립공원 내에는 보물 3점, 지방문화재 6점이 있으며, 2001년 건설교통부 경관우수지역의 보전 방안에 관한 연구에서 해안경관우수지역으로 선정되었다.